# Blackheart Man
| 전문가 평가                   | 전문가 평가 |
| 평가 점수                     | 평가 점수   |
| 출처                          | 점수        |
| ----------------------------- | ----------- |
| Allmusic                      | [ 1 ]       |
| Christgau's Record Guide      | A–          |
| Mojo                          | [ 3 ]       |
| The Rolling Stone Album Guide | [ 4 ]       |

《Blackheart Man》은 원래 1976년 9월 8일 자메이카에서 솔로모닉 레코드와 아일랜드 레코드에서 국제적으로 발매된 버니 웨일러의 데뷔 음반이다.

## 발매
이 음반의 원래 LP 발매는 두 가지 다른 혼합물로 발매되었다. 국제적인 믹스는 가장 널리 이용 가능하고 CD에 등장했던 것이다. 자메이카 혼합물은 더 긴 버전의 노래와 다른 오버더브를 가지고 있다. 특히 이 연속의 자메이카 혼합은 1분 내내 지속된다. 비록 자메이카 혼합물이 CD에 등장하지는 않았지만, 레게 팬들 사이에서 여전히 인기 있는 것으로 남아있다.
이 음반은 여러 번 콤팩트 디스크로 발매되었고, 처음에는 1989년에 망고 레코드에서, 그리고 2002년에 다시 리마스터된 버전으로 아일랜드에서 발매되었다. 새로운 리마스터링은 2009년에 아이튠즈에서 발매되었으며, 일부 곡은 새로 확장된 버전과 더브 버전으로 발매되었다.

## 곡 목록
모든 곡들은 버니 웨일러에 의해 작사/작곡하였다.
| #  | 제목                            | 재생 시간 |
| -- | ------------------------------- | --------- |
| 1. | 〈Blackheart Man〉              | 6:17      |
| 2. | 〈Fighting Against Conviction〉 | 5:11      |
| 3. | 〈The Oppressed Song〉          | 3:22      |
| 4. | 〈Fig Tree〉                    | 3:07      |
| 5. | 〈Dream Land〉                  | 2:47      |

| #  | 제목                      | 재생 시간 |
| -- | ------------------------- | --------- |
| 1. | 〈Rastaman〉              | 3:51      |
| 2. | 〈Reincarnated Souls〉    | 3:43      |
| 3. | 〈Amagideon (Armagedon)〉 | 6:46      |
| 4. | 〈Bide Up〉               | 2:33      |
| 5. | 〈This Train〉            | 8:28      |